# God of War: Chains of Olympus
God of War: Chains of Olympus is een hack and slash, action-adventure ontwikkeld door Ready At Dawn voor de PlayStation Portable. Het is het vierde spel in de God of War-serie en komt chronologisch voor God of War.

## Gameplay
De gameplay lijkt op die van zijn voorgangers; het is een "third-person"-actiespel met bloederige gevechten. Het spel heeft ook puzzels en quicktime-events waarin de speler op de knop die wordt getoond op het scherm moet drukken om een actie te doen.
Kratos verzamelt nog steeds "red orbs" om zijn wapens en krachten te versterken. Hij kan ook nog Gorgon eyes en Phoenix feathers verzamelen om zijn levens en magiemeter respectievelijk te verhogen.
Kratos heeft nog steeds zijn Blades of Chaos, het wapen dat gegeven was door Ares wanneer Kratos voor hem ging dienen. Er is nog een "Sun Shield" dat Kratos heeft waarmee hij de meeste aanvallen kan afweren en projectielen kan terugvuren. Kratos verdient magische spreuken in de loop van het spel die hem helpen vijanden te doden.

## Ontvangst
Het spel heeft een gemiddelde van 91% gebaseerd op 74 recensies op GameRankings en een gemiddelde score van 91/100 gebaseerd op 77 recensies op Metacritic.
IGN gaf het spel een 9,4/10 en prees de graphics en verbeterde controle.

## Trivia
- Het spel is opgenomen in het boek 1001 Video Games You Must Play Before You Die van Tony Mott.